# Montenegrinische Fußballnationalmannschaft
Die montenegrinische Fußballnationalmannschaft (montenegrinisch Фудбалска репрезентација Црне Горе Fudbalska reprezentacija Crne Gore) ist die Fußball-Auswahl des Fußballverbandes des südosteuropäischen Staates Montenegro.

## Formierung
Bis 2006 war der Staat Montenegro Teil der Föderation Serbien und Montenegro und somit bestand auch die serbisch-montenegrinische Fußballnationalmannschaft, die zuletzt an der WM 2006 teilnahm und dort als schlechteste Mannschaft nach der Vorrunde ausschied. Im Kader standen aber keine Spieler aus Montenegro. Danach wurde die Mannschaft aufgelöst und die serbische Auswahl trat an Stelle der serbisch-montenegrinischen Auswahl, da Serbien als politischer Nachfolgestaat Serbien-Montenegros gilt. Der montenegrinische Fußballverband musste sich neu gründen.
Weil zum Zeitpunkt der Gruppenauslosung zur Qualifikation zur EM 2008 noch die serbisch-montenegrinische Mannschaft gelistet war, trat die serbische Auswahl in der zugelosten Gruppe an.

## Geschichte
Montenegro wurde am 5. Oktober 2006 als provisorisches und am 26. Januar 2007 als vollwertiges UEFA-Mitglied aufgenommen und spielte das erste Länderspiel am 24. März 2007 gegen Ungarn im Pod Goricom in Podgorica. Montenegro gewann das Spiel durch zwei verwandelte Elfmeter von Mirko Vučinić und Igor Burzanović mit 2:1. Jedoch wird dieses Spiel von der FIFA nicht anerkannt, da Montenegro kein Mitglied war.
Am 31. Mai 2007 wurde Montenegro FIFA-Mitglied. Die Niederlage gegen Japan (0:2) am 1. Juni 2007 beim Kirin Cup wird von der FIFA als erstes offizielles Länderspiel gewertet.
Die Mannschaft konnte sich bisher weder für eine Fußball-Weltmeisterschaft noch für eine Fußball-Europameisterschaft qualifizieren. Montenegro nahm während der Qualifikation zur WM 2010 erstmals an einem offiziellen Wettbewerb teil und traf in Gruppe 8 auf Italien, Bulgarien, Irland, Zypern und Georgien. Der Mannschaft gelang ein Sieg gegen Georgien, sie spielte sechsmal unentschieden und belegte in der Abschlusstabelle den fünften Rang.
In der Qualifikation zur Fußball-Europameisterschaft 2012 spielte die Mannschaft gegen die Schweiz, England, Bulgarien und Wales. Am ersten Spieltag der Qualifikation siegte man mit einem 1:0 gegen die Waliser, wodurch der zweite Platz erreicht wurde. Auch im Laufe der Qualifikation konnte man den zweiten Platz halten. Hierbei gelangen auch sowohl ein 1:0-Sieg gegen die Schweiz sowie ein 0:0-Unentschieden gegen England. Zeitweise kämpfte man gar um den Gruppensieg. Dieses Vorhaben wurde nach einer 1:2-Niederlage gegen Wales wieder verworfen. Nun konzentrierte man sich auf den zweiten Platz – in einem Fernduell mit den Schweizern. Am vorletzten Spieltag der Qualifikation konnte man sich im Fernduell, gegen die Schweiz, durchsetzen. Im Rückspiel, gegen England, konnte man ein 2:2 erringen. Nachdem man bereits Mitte der ersten Halbzeit mit 0:2 zurücklag, markierte Elsad Zverotić kurz vor dem Pausenpfiff das 1:2. In der Nachspielzeit markierte Andrija Delibasic das 2:2. Zuvor unterlagen die Schweizer bei den Walisern mit 0:2. Das 2:2 der Montenegriner war auch gleichbedeutend mit der sicheren Teilnahme an den Play-offs. Gegner in den Play-offs war Tschechien. Das Hinspiel am 11. November in Prag ging 2:0 verloren, ebenso das Rückspiel mit 1:0. Damit verpasste man die Qualifikation zur Europameisterschaft.
Auch bei der Qualifikation für die Weltmeisterschaft 2014 reichte es in Gruppe H nur zu Platz 3 hinter England und der Ukraine. In der Qualifikation für die Fußball-Europameisterschaft 2016 traf Montenegro in Gruppe G auf Russland, Schweden, Österreich, Moldawien und Liechtenstein.
Auch die WM 2018 wurde verpasst, da Montenegro in der Qualifikation hinter Polen und Dänemark nur den dritten Platz belegte. Die Relegation der Gruppenzweiten wurde durch eine 2:4-Niederlage am letzten Spieltag gegen Polen bei gleichzeitigem Remis der Dänen gegen Rumänien verpasst, wodurch den Montenegrinern vier Punkte fehlten.
In der erstmals stattgefundenen UEFA Nations League 2018/19 spielte Montenegro in Liga C und traf dabei zwischen September und November 2018 auf Litauen, Rumänien und Serbien. Mit zwei Siegen, einem Remis und drei Niederlagen wurde der dritte Platz belegt.
In der Qualifikation für die Europameisterschaft 2021 traf Montenegro in Gruppe A auf England, Tschechien, Kosovo sowie Bulgarien, wurde Gruppenletzter und kassierte mit 0:7 gegen England seine höchste Länderspielniederlage.
In der UEFA Nations League 2020/21 spielt Montenegro wieder in Liga C und trifft dabei auf Aserbaidschan, Luxemburg und Zypern. Mit vier Siegen bei einer Heimniederlage gegen Luxemburg kam Montenegro letztendlich auf den ersten Tabellenplatz und stieg damit in die Liga B auf.
Zur Qualifikation für die Weltmeisterschaft 2022 traf Montenegro in Gruppe G auf Niederlande, Türkei, Norwegen, Lettland und Gibraltar. Nach vier Niederlagen fand man sich zuletzt mit 12 Punkten auf Platz 4 wieder.
In der UEFA Nations League 2022/23 dann in Liga B traf Montenegro im Sommer 2022 auf die Gruppengegner Rumänien, Bosnien-Herzegowina und Finnland.

## Rekordspieler
| Rang | Name              | Einsätze | Tore | Position          | Zeitraum  |
| ---- | ----------------- | -------- | ---- | ----------------- | --------- |
| 01.  | Fatos Bećiraj     | 86       | 15   | Angriff           | 2009–2022 |
| 02.  | Stevan Jovetić    | 85       | 37   | Angriff           | 2007–     |
| 03.  | Stefan Savić      | 73       | 9    | Abwehr            | 2010–     |
| 04.  | Adam Marušić      | 66       | 5    | Mittelfeld        | 2015–     |
| 05.  | Žarko Tomašević   | 64       | 5    | Abwehr            | 2010–     |
| 06.  | Vladimir Jovović  | 63       | 0    | Mittelfeld        | 2013–     |
| 07.  | Stefan Mugoša     | 62       | 15   | Sturm             | 2015–     |
| 08.  | Elsad Zverotić    | 61       | 5    | Mittelfeld        | 2008–2017 |
| 09.  | Marko Vešović     | 56       | 2    | Abwehr            | 2013–     |
| 10.  | Marko Janković    | 53       | 1    | Mittelfeld        | 2016–     |
| 11.  | Nikola Vukčević   | 51       | 1    | Mittelfeld        | 2013–     |
| 11.  | Marko Simić       | 50       | 2    | Abwehr/Mittelfeld | 2013–2021 |
| 13.  | Mirko Vučinić     | 46       | 17   | Sturm             | 2007–2017 |
| 14.  | Simon Vukčević    | 45       | 2    | Mittelfeld        | 2007–2014 |
| 15.  | Mladen Božović    | 42       | 0    | Tor               | 2007–2017 |
| 15.  | Vladimir Božović  | 42       | 0    | Abwehr            | 2007–2014 |
| 17.  | Milan Mijatović   | 40       | 0    | Tor               | 2015–     |
| 17.  | Aleksandar Šćekić | 40       | 0    | Mittelfeld        | 2016–     |
| 19.  | Marko Baša        | 39       | 2    | Abwehr            | 2009–2017 |
| 19.  | Savo Pavićević    | 39       | 0    | Abwehr            | 2007–2014 |
| 19.  | Risto Radunović   | 39       | 1    | Abwehr            | 2018–     |
| 19.  | Igor Vujačić      | 39       | 0    | Abwehr            | 2019–     |
| 23.  | Vukašin Poleksić  | 38       | 0    | Tor               | 2007–2016 |

Stand: 25. März 2025

## Rekordtorschützen
| Rang | Name              | Tore | Einsätze | Zeitraum  |
| ---- | ----------------- | ---- | -------- | --------- |
| 01.  | Stevan Jovetić    | 37   | 85       | 2007–     |
| 02.  | Mirko Vučinić     | 17   | 46       | 2007–2017 |
| 03.  | Stefan Mugoša     | 15   | 62       | 2015–     |
| 03.  | Fatos Bećiraj     | 15   | 86       | 2009–2022 |
| 05.  | Stefan Savić      | 9    | 73       | 2010–     |
| 06.  | Dejan Damjanović  | 8    | 30       | 2008–2015 |
| 07.  | Radomir Đalović   | 7    | 26       | 2007–2011 |
| 08.  | Andrija Delibašić | 6    | 21       | 2009–2013 |
| 08.  | Nikola Krstović   | 6    | 26       | 2022–     |
| 10.  | Elsad Zverotić    | 5    | 61       | 2008–2017 |
| 10.  | Žarko Tomašević   | 5    | 64       | 2010–     |
| 10.  | Adam Marušić      | 5    | 66       | 2015–     |

## Trainerstab
- Trainer:  Robert Prosinečki
- Co-Trainer: Miodrag Džudović, Nenad Stanković, Srđan Kljajević
- Torwarttrainer: Dragoje Leković

### Trainer
- Zoran Filipović (2007–2009)
- Zlatko Kranjčar (2010–2011)
- Branko Brnović (2011–2015)
- Ljubiša Tumbaković (2016–2019)
- Faruk Hadžibegić (2019–2020)
- Miodrag Radulovic (2020–2023)
- Robert Prosinečki (seit 2024)

## Internationale Wettbewerbe
Zur Zeit vor der Gründung des Montenegrinischen Fußballverbandes siehe jugoslawische Fußballnationalmannschaft und serbisch-montenegrinische Nationalmannschaft

### Teilnahme Montenegros an der Fußball-Weltmeisterschaft
| 1930–1992         | war Teil der SFR Jugoslawien        |
| 1992–2003         | war Teil der BR Jugoslawien         |
| 2003–2006         | war Teil von Serbien und Montenegro |
| 2010 in Südafrika | nicht qualifiziert                  |
| 2014 in Brasilien | nicht qualifiziert                  |
| 2018 in Russland  | nicht qualifiziert                  |
| 2022 in Katar     | nicht qualifiziert                  |

### Teilnahme Montenegros an der Fußball-Europameisterschaft
| 1960–1992                          | war Teil der SFR Jugoslawien                                                      |
| 1992–2003                          | war Teil der BR Jugoslawien                                                       |
| 2003–2006                          | war Teil von Serbien und Montenegro                                               |
| 2008 in der Schweiz und Österreich | war am Anfang der Qualifikation kein vollwertiges UEFA-Mitglied                   |
| 2012 in Polen und der Ukraine      | Nicht qualifiziert – In den Playoffs der Gruppenzweiten an Tschechien gescheitert |
| 2016 in Frankreich                 | Nicht qualifiziert                                                                |
| 2021 in Europa                     | Nicht qualifiziert                                                                |
| 2024 in Deutschland                | Nicht qualifiziert                                                                |

### UEFA Nations League
- 2018/19: Liga C, 3. Platz mit 2 Siegen, 1 Remis und 3 Niederlagen
- 2020/21: Liga C, 1. Platz mit 4 Siegen, 1 Remis und 1 Niederlage
- 2022/23: Liga B, 3. Platz mit 2 Siegen, 1 Remis und 3 Niederlagen
- 2024/25: Liga B, 4. Platz mit 1 Sieg und 5 Niederlagen

### Kleinere Turniere
| Jahr           | Position | Sp. | S | U | N | Tore | Pkt. |
| -------------- | -------- | --- | - | - | - | ---- | ---- |
| 2007 Kirin Cup | 3.       | 2   | 0 | 0 | 2 | 0:3  | 0    |